# Rimsulfuron
Rimsulfuron ist eine chemische Verbindung aus der Gruppe der Sulfonylharnstoffe. Es wird von Corteva (ehemals DuPont) vermarktet und in der Landwirtschaft als Herbizid eingesetzt.

## Verwendung
Produkte mit dem Wirkstoff Rimsulfuron werden im Ackerbau verwendet. Sie eignen sich zur Bekämpfung von Unkräutern im Mais- und Kartoffelanbau. Zielorganismen sind die Kriech-Quecke, einjährige monokotyledone Unkräuter und einjährige dikotyledone Unkräuter.
Zudem ist darauf zu achten, dass aufgrund der hohen Toxizität gegenüber Wasserorganismen Rimsulfuron nicht in Gewässer gelangen sollte.

## Wirkung
Rimsulfuron zählt zu der Gruppe der ALS-Hemmer B.
Es wird über die Blätter und die Wurzeln der Unkräuter aufgenommen. Nach Aufnahme wird Rimsulfuron über die Leitbündel transportiert, bis es an den Zielort, die meristematischen Gewebe, gelangt. Rimsulfuron hemmt das Enzym Acetolactat-Synthase, das innerhalb verschiedener Stoffwechselwege chemische Reaktionen enzymatisch katalysiert. Die Hemmung hat zur Folge, dass die Aminosäuren Valin, Leucin und Isoleucin von den betroffenen Geweben nicht mehr synthetisiert werden können. Bis die betroffene Pflanze abstirbt, kann es mehrere Wochen dauern. Die Nährstoffkonkurrenz zur angebauten Kulturpflanze endet jedoch nach Kontakt des Zielorganismus mit Rimsulfuron.

## Zulassung
Rimsulfuron ist seit dem 1. Februar 2007 in der EU zugelassen. Pflanzenschutzmittel mit diesem Wirkstoff sind in Deutschland, Österreich und der Schweiz erhältlich.

## Handelsnamen
In Deutschland sind neben weiteren folgende Produkte erhältlich, in denen der Wirkstoff Rimsulfuron verwendet wird:
- Arigo, Cato, Cirontil, Principal, Task, Titus